# Dreamland - La terra dei sogni
Dreamland - La terra dei sogni è un film del 2011 diretto da Sebastiano Sandro Ravagnani.
È uscito nelle sale italiane l'8 luglio 2011.

## Trama
Giacomo, un ragazzino pugliese, parte nell'immediato dopoguerra per gli Stati Uniti d'America, dove, dopo qualche anno, sarà conosciuto col nome di "James". Il giovane, però, entra nel giro delle gang. In seguito a una rissa, verrà rimesso sulla buona strada dall'ex pugile, ora falegname, Frank.

## Produzione

### Riprese
Le riprese sono state effettuate, oltre che negli Stati Uniti d'America, anche a Canosa di Puglia e a Barletta.

## Accoglienza
Le impressioni sul film sono state decisamente negative, sia da parte degli esperti che del pubblico, e lo stesso è stato definito un esempio di trash anche per la presenza di svariati blooper. Il critico Massimo Bertarelli, in una sua recensione, scrive: «Una recitazione da piangere e un protagonista, l'inebetito Ivano De Cristofaro, che strappa al catastrofico Alberto Tomba (Alex l'ariete) il titolo di peggiore attore italiano di sempre». Alcuni siti internet l'hanno indicato come il «più brutto film italiano di sempre».
Il lungometraggio, inoltre, dopo poco tempo è stato addirittura ritirato dalla maggior parte delle sale che lo proiettavano a causa della scarsa affluenza. Come affermato dallo stesso regista, il film è costato 1 370 000 euro, ma ne ha incassati appena 2 400. Anche in virtù di queste circostanze, e in seguito ad alcuni servizi della trasmissione Le Iene, è stato reso noto che il regista del film non avrebbe pagato alcun collaboratore, attori e sceneggiatori compresi.